# Табин-Богдо-Ола
Табѝн-Бо̀гдо-О̀ла (на руски: Табын-Богдо-Ола; на монголски: Таван Богд уул — „петте божествени планини“) е планински възел в югоизточната част на планината Алтай, разположен по стика на границите на Русия, (Република Алтай), Монголия и Китай. Северният му склон стръмно се спуска към платото Укок, на изток от него се отделя хребета Сайлюгем (по границата между Русия и Монголия), на югоизток – дългата планинска верига на Монголски Алтай (по границата между Монголия и Китай), а на запад – хребета Южен Алтай (по границата между Русия и Китай). Изграден е от метаморфни шисти и гранити. На границата между Китай и Монголия се издига най-високата му точка връх Найрамдал 4374 m (49°08′46″ с. ш. 87°49′09″ и. д. / 49.146111° с. ш. 87.819167° и. д.). Най-високата точка в Русия е безименен връх с височина 4052 m, издигащ се в точката, където се събират трите граници на страните. В него има 36 планински ледника с обща площ от 160 km2, най-големи от които са Потанин (20 km) и Пржевалски (12 km). От северното му подножие водят началото си реки принадлежащи към водосборния басейн на река Катун (лява съставяща на Об), от източното му – реки принадлежащи към водосборния басейн на река Кобдо, а от южното – реки принадлежащи към водосборния басейн на река Иртиш. Подножието на планинския масив е обрасло с редки гори от брези джуджета, а нагоре последователно следват алпийски пасища, планинска тундра и безжизнени каменисти пространства. Речните долини по южните му склонове (реките Кобдо и Манас) са обрасли с листвинични гори.

## Топографска карта
- Лист от карта M-45-XXVIII Аргамджи. Мащаб: 1 : 200 000. Състояние на местността към 1969-1978 год. Издание 1983 г.